# Завоя (річка)
Завоя (пол. Zawoja) — гірська річка в Польщі, у Гурському повіті Малопольського воєводства на Лемківщині. Ліва притока Вислоки, (басейн Балтійського моря).

## Опис
Довжина річки приблихно 10,60 км, найкоротша відстань між витоком і гирлом — 4,53  км, коефіцієнт звивистості річки — 2,3 . Формується безіменними гірськими потоками. Річка тече у Низьких Бескидах.

## Розташування
Бере початок на північний схилах гори Лисої (71 м) на висоті 660 м над рівнем моря. Спочатку тече на північний захід, далі на північний схід через Валовець. Далі повертає на південний схід і селі Незнайова впадає у річку Вислоку, праву притоку Вісли.

## Цікавий факт
- Річку перетинають туристичні шляхи, яки на мапі туристичній значаться кольором: червоним (Ротунда (771 м) — Попові Верхи (684 м) — Охабисько (619 м) — Валовець); жовтим (Баниця — Охабисько (619 м) — Воловець — Магурський ландшафтний парк)[3].